# Sébastien Leclerc
Sébastien Leclerc (eller Le Clerc), född 26 september 1637, död 25 oktober 1714, var en fransk bildkonstnär och grafiker. Han var far till Louis Auguste Le Clerc.
Leclerc uppmuntrades av Ludvig XIV och Charles Le Brun och blev hovkopparstickare. Han utförde med stor skicklighet en mängd sviter och enstaka blad efter egna teckningar.
Leclerc är representerad vid bland annat Nationalmuseum i Stockholm.

## Bilder

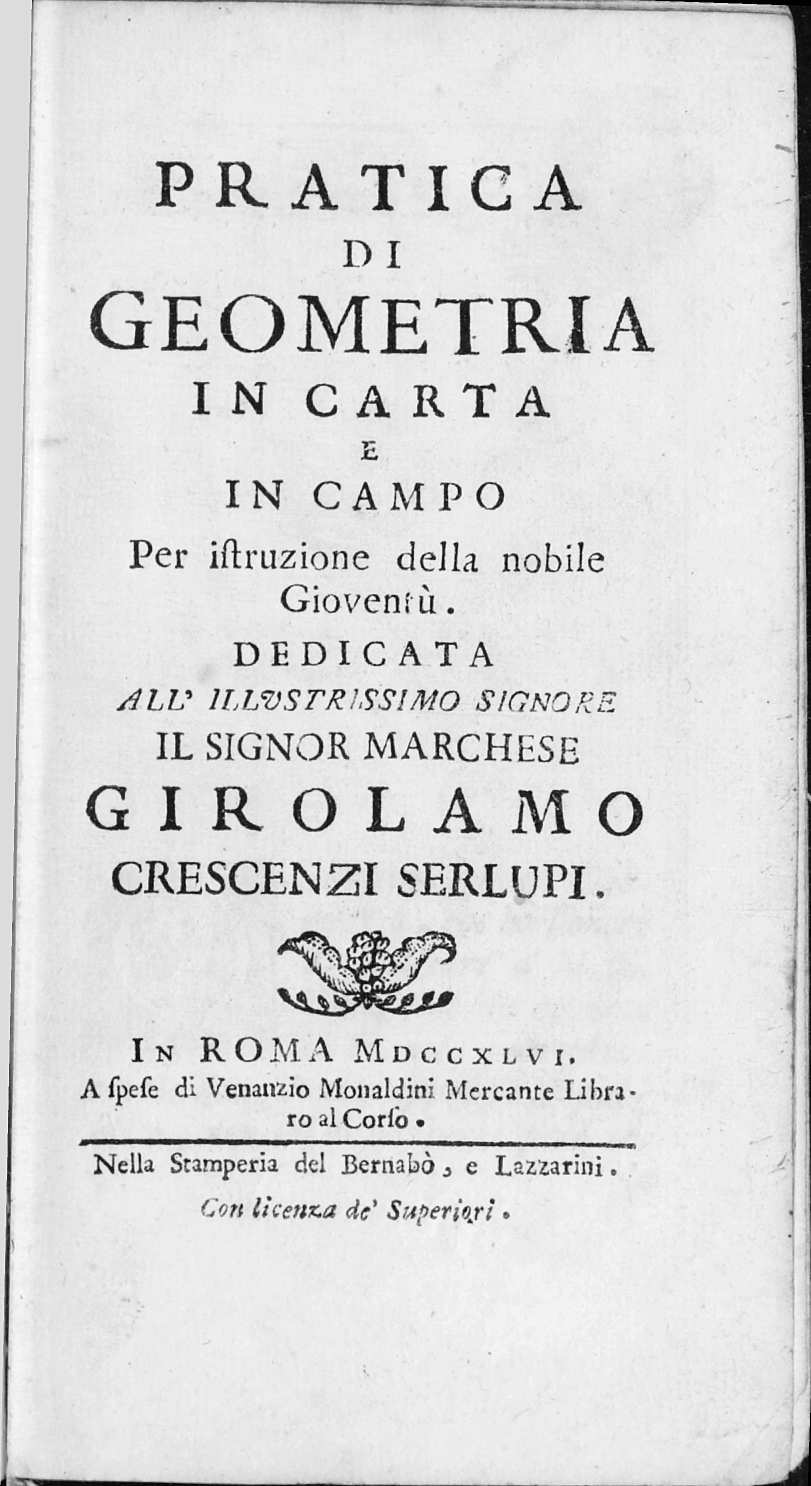
Pratica di geometria in carta e in campo per istruzione della nobile gioventù, 1746.
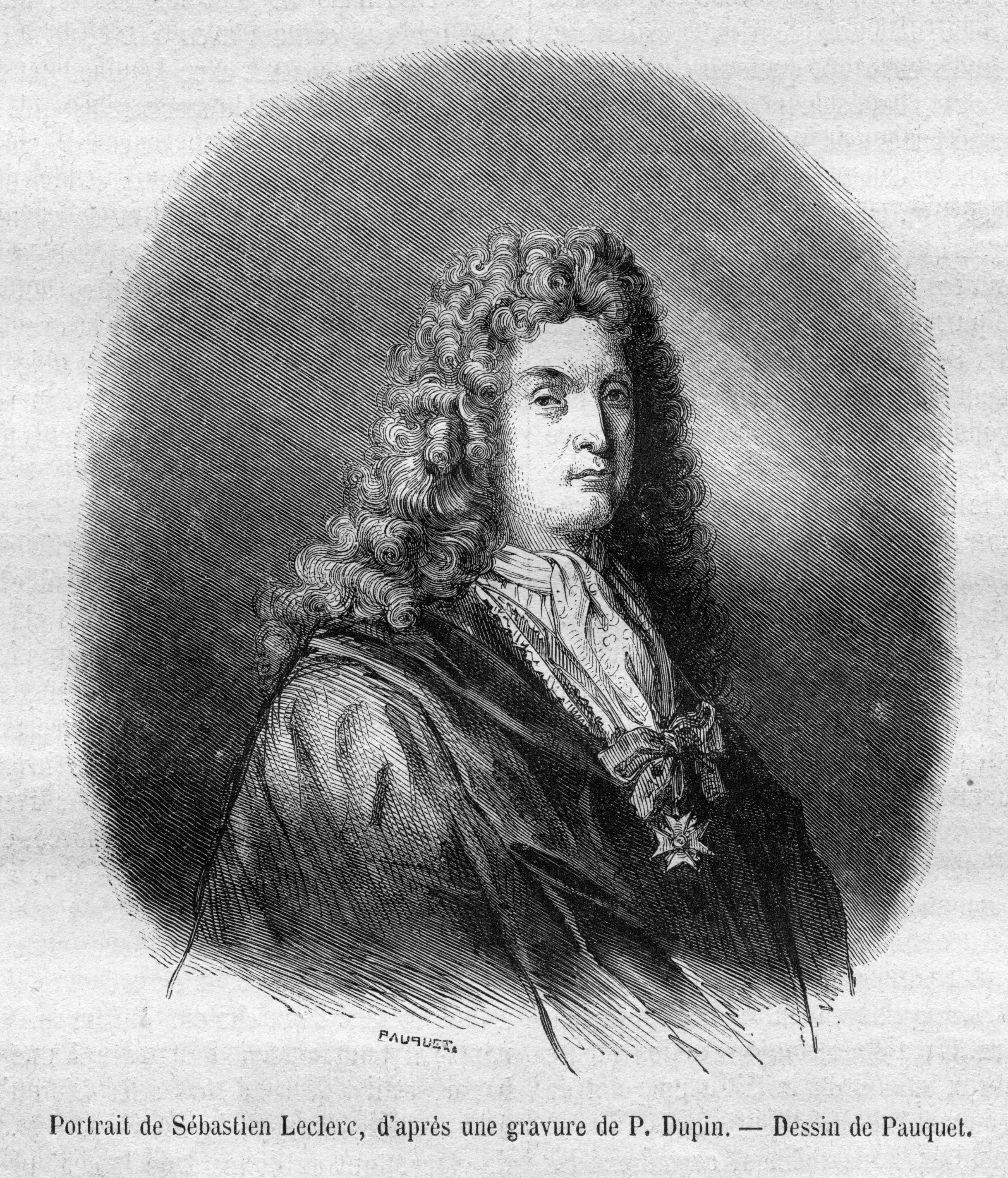
Portätt av Sébastien Le Clerc.